# La Pièce de Chambertin
La Pièce de Chambertin est une comédie en un acte d'Eugène Labiche, écrite en collaboration avec Jules Dufrenois et représentée pour la première fois à Paris au Théâtre du Palais-Royal le 1er avril 1874.

## Argument
Un vaudeville joué en un acte et dix-neuf scènes.
La pièce se déroule dans une cave. Du chambertin est dans un tonneau depuis 3 ans et Antoine, domestique,  veut le mettre en bouteilles avant que son maître, M. Tempard, arrive du Vésinet.
Le voilà, avec sa fille Lucida et sa femme. Tout en préparant la mise en bouteilles (il faut laver les flacons),  Mme Tempart explique à Lucida qu'elle a l'âge de se marier. Mais Lucida aime son cousin Hector et n'envisage pas du tout de donner suite aux propositions de sa mère. Il n'empêche : trois prétendants viennent en visite : le voisin M. Fador, et deux jeunes gens, Edmond Luc et Francisco Navaro. Questions de M. Tempart, quiproquo (Mme Tempart croit que Fador est amoureux d'elle...)... tout fini bien: c'est d'accord pour Hector, et les trois prétendants mettent le chambertin en bouteille.

## Quelques répliques
Le père à sa fille, de l'importance d'apprendre à rincer les bouteilles :"Je rince bien, moi ! comme ça, en famille, ce n’est pas ennuyeux, d’ailleurs, une jeune fille doit apprendre les principes de la mise en bouteilles... il faut, primo, choisir un temps sec, clair et frais, écoute ça Lucida, ça te servira quand tu seras en ménage."

Les maladresses du cousin Hector : "Ah ! voilà !... il n'est pas adroit ton cousin Hector... Quand il vient dîner à la maison et qu’il y a un vol-auvent, il prend toujours l’écrevisse !... ta mère la guigne et c’est lui qui la prend ! Alors ! tu comprends."

La surdité de l'épouse : "elle devient sourde depuis un an... c’est un vrai pôt. (Lui criant dans l’oreille.) Nous mettons la pièce de Chambertin en bouteilles!".

## Distribution
| Acteurs et actrices ayant créé les rôles |                   |
| Personnage                               | Acteur ou actrice |
| Trempard                                 | Geoffroy          |
| Ernest Fador                             | Hyacinthe         |
| Navaro                                   | M. Calvin         |
| Edmond Luc                               | M. Bucaille       |
| Antoine, domestique                      | M. L. Strintz     |
| Mme Trempard                             | Mlle Delille      |
| Lucida, sa fille                         | Mlle Z. Reynold   |

## Accueil de la pièce
Lors de sa présentation la pièce a été diversement accueillie. La "Revue des deux Mondes" souligne l'apport du comédien qui joue le rôle principal  "La pièce de chambertin, de Labiche, doit beaucoup à Geoffroy qui en fait ressortir toutes les finesses". Le critique de "La Renaissance" critique sévèrement : "Dans la « Pièce de Chambertin » rien, absolument rien. Il s'agit d'un certain Trempard qui rince des bouteilles dans sa cave : au lever du rideau il rince ; la toile baisse, il rince encore et il a rincé tout le temps qu'a duré la pièce, courte il est vrai, mais trop longue. C'est d'une gaieté insuffisante. Il est vrai que si ce n'est pas amusant, c'est instructif : le collage des vins n'a plus de mystères pour qui a entendu la Pièce de Chambertin : Geoffroy fait sur cette intéressante question une conférence complète.
La pièce a été montée à plusieurs reprises depuis 1988 par Gilles Cohen, du Théâtre de la tempête.